# Messiasia californica
Messiasia californica is een vliegensoort uit de familie Mydidae. De wetenschappelijke naam van de soort is, geplaatst in het geslacht Mydas, voor het eerst geldig gepubliceerd in 1969 door Cole.
De soort komt voor in Mexico en de Verenigde Staten.